# Trilo

Notação para o trilo ou trinado

O trinado ou trilo (ou shake, como era conhecido do século XVI até o início do século XX) é um ornamento musical que consiste em uma rápida alternância entre duas notas musicais vizinhas, geralmente um semitom ou um tom acima, que pode ser identificado com o contexto do trinado (compare mordente e tremolo). Um trinado cadencial é um trinado associado a cada cadência. Um groppo ou gruppo é um tipo específico de trinado cadencial que alterna com a nota auxiliar diretamente acima dele e termina com um gruppeto como ornamentação adicional.

Um trinado fornece ação rítmica, melódica e — por meio da dissonância — harmônica. Às vezes, espera-se que o trinado termine com um gruppeto (ao soar a nota abaixo em vez da nota acima da nota principal, imediatamente antes do último som da nota principal), ou alguma outra variação. Essas variações são frequentemente marcadas com algumas apogiaturas após a nota que contém a indicação do trinado.